# Aleksandr Arkad'evič Galič
Aleksandr Aronovič Ginzburg (in russo Александр Аронович Гинзбург?; Ekaterinoslav, 19 ottobre 1918 – Parigi, 15 dicembre 1977) è stato un poeta, drammaturgo, cantante e compositore sovietico, noto con lo pseudonimo di Aleksandr Arkad'evič Galič.

## Biografia
Aleksandr Ginzburg nacque il 19 ottobre 1918 nella città di Ekaterinoslav, in una famiglia di intellettuali ebrei. Il padre, Aron Samojlovič Ginzburg, era un economista, la madre, Fanni Borisovna Veksler, lavorava al conservatorio. Nel 1920 la famiglia si trasferì a Sebastopoli, e nel 1923 a Mosca. Alekdandr entrò nell'Istituto di Letteratura "Gor'kij" e nello Studio di opera e dramma "Stanislavskij", e nel 1939 nel Teatro Studio A. Arbuzov e V. Pluček.
Durante la seconda guerra mondiale Galič non venne richiamato alle armi per problemi di salute. Lavorava nel teatro: prima nella città di Groznyj, poi a Tashkent. Aveva scritto diverse opere teatrali e la sceneggiatura per alcuni film.
Alla fine degli anni 1950 cominciò a comporre canzoni e ad eseguirle accompagnandosi con la chitarra. Influenzato dalla tradizione della romanza urbana russa e dall'arte di Aleksandr Vertinskij, Galič ha trovato la voce propria. È diventato, con Vladimir Vysotskij e Bulat Okudžava, uno dei più brillanti rappresentanti del genere di cantautore, grazie alla diffusione dei magnetofoni.
Le sue prime canzoni, piuttosto innocenti politicamente, erano tuttavia nettamente fuori dal coro rispetto all'estetica ufficiale; hanno segnato una svolta nella vita creativa di Galič, che prima era un letterato sovietico di successo. Questa svolta era anche dovuta alla cancellazione della prima rappresentazione del suo lavoro teatrale Matrosskaja Tišina scritta per Teatro Sovremennik appena creato. Il dramma, quando le prove si erano appena concluse, venne proibito dalla censura, la quale dichiarò che l'autore aveva una visione distorta del ruolo che gli ebrei avevano avuto nella Guerra patriottica. Galič ha descritto successivamente l'accaduto nel racconto General'naja repeticija (Prova generale).
Le sue taglienti critiche al regime sovietico causarono a Galič molti problemi. Nel 1971 venne escluso dall'Unione degli scrittori dell'URSS, cui apparteneva dal 1955. Nel 1972 fu espulso dall'Unione dei cineasti. Lo stesso anno venne battezzato nella Chiesa ortodossa.
Galič fu costretto ad emigrare dall'Unione Sovietica nel 1974. Ha vissuto in Norvegia per un anno, dove ha effettuato le sue prime registrazioni fuori dall'URSS. Queste sono state trasmesse da Radio Free Europe. Successivamente si trasferì a Monaco di Baviera, dove aderì all'organizzazione anticomunista "Alleanza nazionale dei solidaristi russi". Infine andò a vivere a Parigi.
Il 15 dicembre 1977 Galič fu trovato morto. Secondo la versione ufficiale si trattò di un incidente domestico (folgorato da una scarica di corrente elettrica). Invece secondo un'opinione diffusa la morte di Galič fu un omicidio o un suicidio.
Nel 1988 Galič è stato reintegrato a titolo postumo nelle Unioni degli scrittori e dei cineasti dell'URSS. Nel 2003 è stata fondata la Società per la commemorazione di Aleksandr Galič ed è stata installata la prima targa memoriale in Akademgorodok di Novosibirsk dove si era esibito nel 1968.